# Alexei Panshin
Alexei Panshin, född 14 augusti 1940 i Lansing, Michigan, död 21 augusti 2022 i Pennsylvania, var en amerikansk science fiction-författare som 1969 belönades med Nebulapriset för sin roman Rite of Passage.